# 彼得·約翰·拉莫斯
彼得·約翰·拉莫斯·富恩特斯（1985年5月23日—）為波多黎各男子籃球運動員，司職中鋒，他是波多黎各第6位參加NBA的球員，也是第3位參加NBA選秀的波多黎各選手。拉莫斯曾參加過NBA，NBA發展聯盟，CBA和PBA。自2004年開始一直是波多黎各國家籃球隊的成員。他也是2004年波多黎各國家隊的其中一員，並協助波多黎各在2004年奧運會上擊敗美國國家隊。拉莫斯獲選為發展聯盟的全明星隊，並在2006至2007賽季獲得NBA發展聯盟的優異獎。
2019年2月，全国男子篮球联赛武汉当代引進拉莫斯。2019年6月，武汉当代不與拉莫斯續約。

## 外部連結
- 彼得·約翰·拉莫斯在fiba.basketball（英语）
- 彼得·約翰·拉莫斯在archive.fiba.com（存檔）（英语）
- 彼得·約翰·拉莫斯在NBA官網（英语）
- 彼得·約翰·拉莫斯在西班牙篮球甲级联赛官網（球員）（西班牙语）
- 彼得·約翰·拉莫斯在韓國籃球聯賽官網（英语）
- 彼得·約翰·拉莫斯在Basketball-Reference.com（NBA）（英语）
- 彼得·約翰·拉莫斯在Basketball-Reference.com（NBA G聯盟）（英语）
- 彼得·約翰·拉莫斯在Basketball-Reference.com（國際）（英语）
- 彼得·約翰·拉莫斯在ESPN（NBA）（英语）
- 彼得·約翰·拉莫斯在Eurobasket.com（球員）（英语）
- 彼得·約翰·拉莫斯在Proballers（英语）
- 彼得·約翰·拉莫斯在RealGM（英语）
- 彼得·約翰·拉莫斯在中国篮球数据库
- 彼得·約翰·拉莫斯在Olympedia（英语）
- 彼得·約翰·拉莫斯在Flashscore（英语）
- BSN Player Profile - Peter John Ramos
- ESPN.com - Peter John Ramos （页面存档备份，存于）
- Draft Profile